# Sébastien Lareau
Sébastien Lareau, född den 27 april 1973 i Montréal, är en kanadensisk tennisspelare.
Han tog OS-guld i herrarnas dubbelturnering i samband med de olympiska tennisturneringarna 2000 i Sydney.